# Gallo-Américains
Les Gallo-Américains sont les Américains ayant partiellement ou en totalité des ancêtres originaires du pays de Galles. 
Selon l'American Community Survey, pour la période 2011-2015, 1 778 216 personnes déclarent avoir des ancêtres gallois, soit près de 0,6 % de la population. C'est comparable à la population des 2 900 000 habitants au pays de Galles. 
Le nom Jones, souvent identifié comme un patronyme d'origine galloise, est le quatrième patronyme le plus fréquent aux États-Unis, il est porté par  environ 0,6 % des Américains, qui lorsqu'il est pris avec d'autres patronymes typiquement gallois comme les noms de famille Bowen, Bethell, Howell, Jenkins, Davies, Edwards, Evans, Griffith, Gough, Lewis, Llewellyn, Lloyd, Meredith, Morgan, Madox/Madock, Owens, Parry, Powell, Price, Pugh, Thomas, Vaughan, et Williams, suggère un taux beaucoup plus élevé d'origine galloise indiqué que par l'auto-identification. 
Cependant, il convient d'être prudent à l'égard de ces estimations, étant donné qu'une grande proportion de la population Afro-Américaine a des noms gallois en raison de la création de noms à partir de prénoms de pères (par exemple John ⇒ Jones) dans un style similaire au pays de Galles, et que certains anciens esclaves ont pris les noms de leurs anciens propriétaires comme patronyme après leur émancipation.
La langue galloise n'est pas parlé aux États-Unis, et ceux qui le parlent sont des Britanniques originaires du pays de Galles installés récemment[précision nécessaire].